# Amanda Bynes

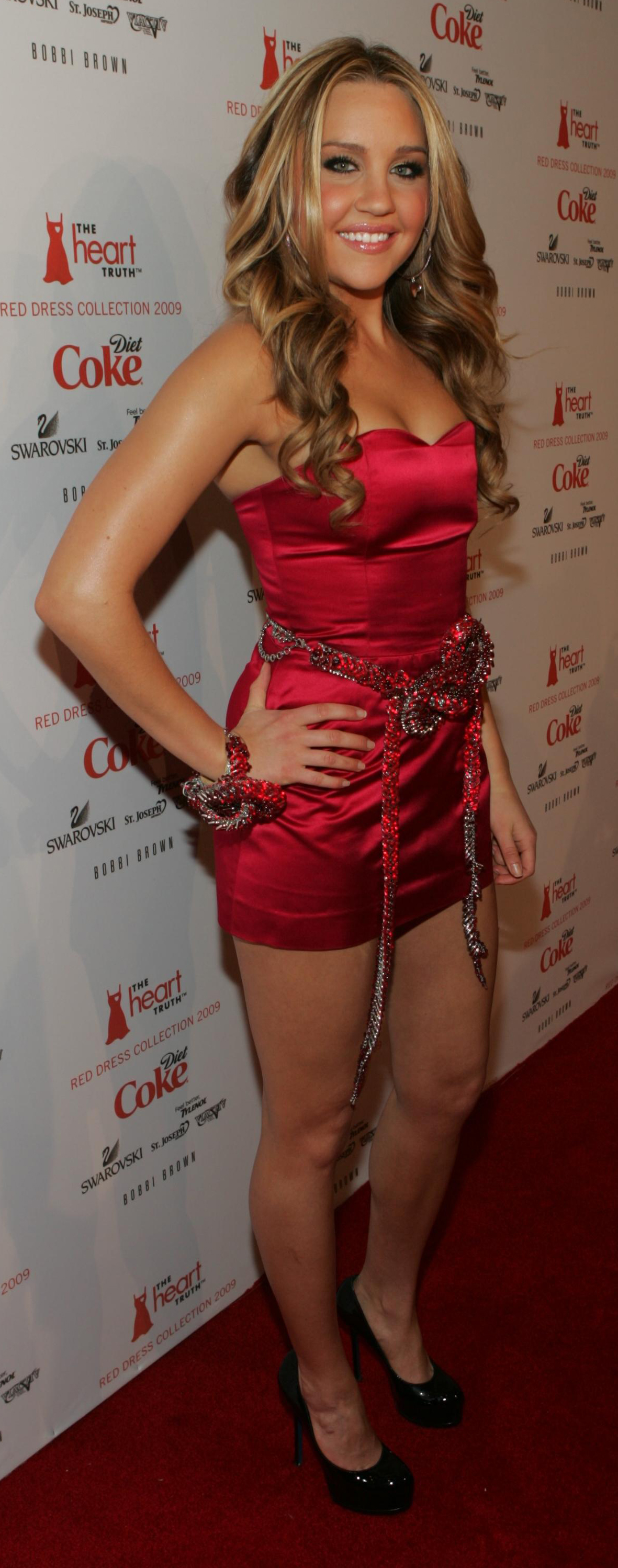
Amanda Bynes (2009)

Amanda Laura Bynes (* 3. April 1986 in Thousand Oaks, Kalifornien) ist eine ehemalige US-amerikanische Schauspielerin und frühere Showmasterin beim Fernsehsender Nickelodeon.

## Leben

### Karriere
Ihre Karriere begann als Mitwirkende in der Show All That, später wurde sie der Star von The Amanda Show. Bemerkenswert sind einige ihrer Filme, zum Beispiel Lügen haben kurze Beine, in dem sie zum ersten Mal eine größere Rolle übernahm, und Was Mädchen wollen, in dem sie die Hauptrolle spielte. Ihre Synchronsprecherin war zumeist Marie-Luise Schramm.
Bynes spielte von 2002 bis 2006 in der Sitcom Hallo Holly an der Seite von Jennie Garth, die durch ihre Rolle in Beverly Hills, 90210 bekannt wurde. Danach spielte Bynes die Hauptrolle im Film She’s the Man – Voll mein Typ!. Ein Jahr später sah man sie neben John Travolta und Michelle Pfeiffer in der Musical-Verfilmung Hairspray und im Teen-Film Sydney White – Campus Queen.
In der Anfang 2007 erschienenen „Aufstellung der höchsten Gehälter von Stars unter 21“ des US-amerikanischen Businessmagazin Forbes landete Bynes mit 2,5 Mio. US-Dollar Gehalt pro Jahr auf Platz 5.
Im Februar 2010 posierte sie für das Titelbild der US-Ausgabe der Männerzeitschrift Maxim. Außerdem war sie neben Emma Stone im Film Einfach zu haben zu sehen. Einen für 2011 geplanten Cameo-Auftritt im Film Hall Pass lehnte sie ab.
Bei den MTV Movie Awards 2011 erklärte Bynes, dass sie eine Pause von der Schauspielerei mache. Später verkündete sie, sich als Schauspielerin zurückgezogen und den Kontakt zu ihrem Management abgebrochen zu haben, um Fashion-Designerin in New York City zu werden.
Die 2007 veröffentlichte Single You Can’t Stop The Beat aus dem Film Hairspray wurde 2024 in Großbritannien mit einer Goldenen Schallplatte ausgezeichnet.

### Leben
Bynes’ Vater ist Zahnarzt und tritt gelegentlich als Stand-Up Comedian auf. Bynes betätigt sich neben ihrer Schauspielerei auch im Modedesign und zeichnet. Unter anderem malte sie ein Porträt von David Letterman und schenkte es ihm. Sie wurde von Arsenio Hall als Schauspielerin und von Richard Pryor als Comedian ausgebildet.
Am 6. April 2012 wurde Bynes wegen Fahrens unter Alkoholeinfluss verhaftet. Im September 2012 wurde ihr der Führerschein entzogen, da sie drei Unfälle verursacht hatte. Eine Anklage wegen Fahrerflucht wurde fallen gelassen. Am 23. Mai 2013 wurde sie wegen Drogenkonsums verhaftet, einen Tag zuvor war sie bereits aufgrund von Cannabiskonsums aus einem Fitnessstudio verwiesen worden. Am 22. Juli 2013 wurde Bynes, nachdem sie bei einer Nachbarin mit Hilfe eines Benzinkanisters Feuer in der Einfahrt gelegt hatte, in eine psychiatrische Klinik zwangseingewiesen. Diese verließ sie am 4. Dezember 2013 wieder. Vermutungen, sie leide an Schizophrenie, wurden von ihren Anwälten dementiert.
Im Dezember 2018 hat sie ihren Abschluss am Fashion Institute of Design and Merchandising in Los Angeles gemacht.
Bynes stand seit 2013 unter der Vormundschaft ihrer Mutter. Im März 2022 wurde die Vormundschaft beendet.

## Filmografie (Auswahl)

### Filme
- 2002: Lügen haben kurze Beine (Big Fat Liar)
- 2003: Was Mädchen wollen (What a Girl Wants)
- 2005: Lovewrecked – Liebe über Bord (Lovewrecked)
- 2006: She’s the Man – Voll mein Typ! (She’s the Man)
- 2007: Hairspray
- 2007: Sydney White – Campus Queen (Sydney White)
- 2008: Living Proof
- 2010: Einfach zu haben (Easy A)

### Serien
- 1996–2000: All That
- 1997–1999: Figure It Out
- 1999–2002: The Amanda Show
- 2001: The Nightmare Room (Gastrolle)
- 2002–2006: Hallo Holly (What I Like About You)
- 2009: Canned[15][16] (nicht veröffentlichter Pilotfilm)

### Synchronstimme
- 2001: Rugrats
- 2003: Schweinchen Wilburs großes Abenteuer (Charlotte’s Web 2: Wilbur’s Great Adventure)
- 2005: Robots
- 2008: Family Guy

## Auszeichnungen
Kids’ Choice Awards:
- 2000: Lieblings-TV-Darstellerin für: All That (1994) und The Amanda Show (1999)
- 2001: Lieblings-TV-Darstellerin für: The Amanda Show (1999)
- 2002: Beste Performance in einer TV-Comedy-Serie – Leading Young Actress für: The Amanda Show (1999)
- 2003: Favorite Movie Actress für: Big Fat Liar (2002)
- 2003: Lieblings-TV-Darstellerin für: The Amanda Show (1999)
- 2004: Favorite Movie Actress für: What a Girl Wants (2003)

Weitere Auszeichnungen:
- 2007: Critic‘s Choice Awards – Das beste Schauspielerensemble für: Hairspray (2007)
- 2007: Hollywood Film Festival – Ensemble des Jahres für: Hairspray (2007)